# Entobdella hippoglossi
Entobdella hippoglossi är en plattmaskart. Entobdella hippoglossi ingår i släktet Entobdella och familjen Capsalidae. Inga underarter finns listade i Catalogue of Life.